# Ryszard Ruszkowski

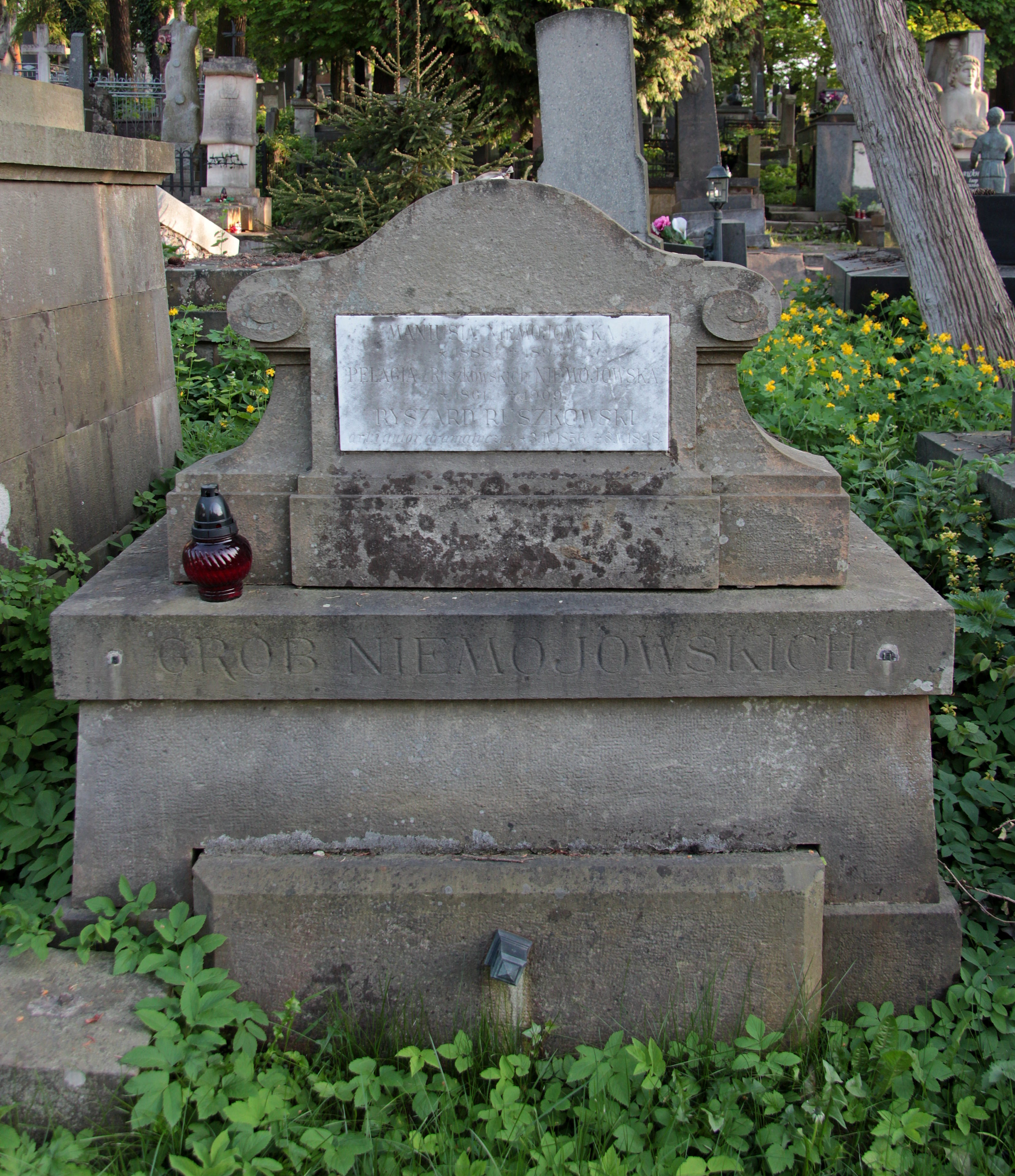
Grób Ryszarda Ruszkowskiego

Ryszard Ruszkowski (ur. 1856 w Warszawie, zm. 9 maja 1898 we Lwowie) – polski aktor, śpiewak, komediopisarz. 

## Życiorys
Był synem urzędnika Franciszka Ruszkowskiego, bratem aktorki Pelagii Niemojowskiej i mężem śpiewaczki Heleny Zboińskiej. Ojciec aktora Wojciecha Ruszkowskiego.
Od 1873 był chórzystą Warszawskich Teatrów Rządowych i grywał role epizodyczne, a czasem śpiewał partie solowe w operetkach. W 1877 występował w warszawskim teatrze ogródkowym Arkadia.
W sezonie 1877/78 był w teatrze krakowskim, a w latach 1879–1789 był członkiem zespołu teatru lwowskiego. Lata 1789 do 1893 spędził w teatrze krakowskim, by w 1894 powrócić do Lwowa. 6 października 1894 ożenił się z lwowską śpiewaczką Heleną Zboińską. Resztę życia spędził w teatrze lwowskim.
Ryszard Ruszkowski poświęcił się głównie krotochwili. Kilka sztuk napisał samodzielnie, pozostałe powstały głównie wspólnie z Adolfem Abrahamowiczem.
Został pochowany na Cmentarzu Łyczakowskim we Lwowie.

## Utwory
- Już go mam
- Wesele Tomcia
- W Szczawnicy[3]

Napisane wraz z Adolfem Abrahamowiczem
- Mąż z grzeczności, Lwów 1911
- Oddajcie mi żonę[4]
- Florek, Lwów 1922[5]
- Nowa Francillon, Lwów 1891[6]
- Teść, Lwów 1891
- Adwokat bez klientów
- Książę Pan
- Łyse konie
- Pospolite ruszenie